# Jełmuń
Jełmuń [pronunciación en polaco: /ˈjɛu̯muɲ/] (en alemán: Allmoyen) es un pueblo ubicado en el distrito administrativo de Gmina Sorkwity, dentro del Condado de Mrągowo, Voivodato de Varmia y Masuria, en Polonia del norte. Se encuentra aproximadamente a 6 kilómetros al oeste de Sorkwity, a 16 kilómetros al oeste de Señorągowo, y a 38 kilómetros al este de la capital regional Olsztyn.
Antes de 1945, el área fue parte de Alemania (Prusia Oriental).
El pueblo tiene una población de 50 habitantes.